# Park św. Stefana

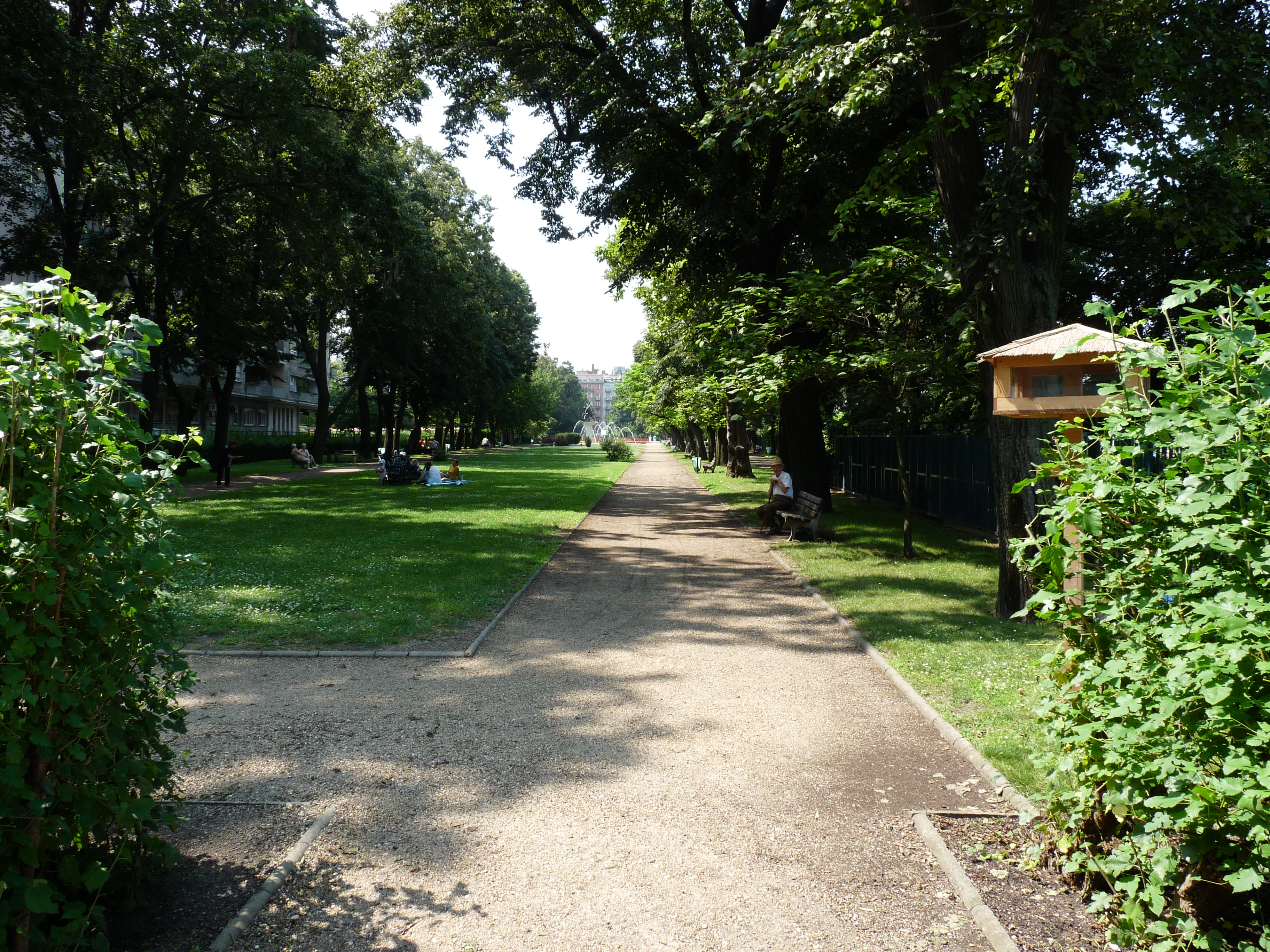
Aleja parkowa

Park Św. Stefana (węg.: Szent István Park) – park znajdujący się w Budapeszcie po peszteńskiej stronie miasta nad Dunajem. Powstał w 1928 roku.
Obecnie park stanowi miejsce wypoczynku i uprawiania sportu dla młodzieży. Posiada boiska sportowe, miejsca do gry w ping-ponga i ściany, na których ćwiczy się wspinaczkę górską.